# 다나카 마르쿠스 툴리오
다나카 마르쿠스 툴리오(일본어: 田中 マルクス 闘莉王 다나카 마루쿠스 투리오[*], 1981년 4월 24일 ~ )는 일본의 전 축구 선수이다. 포지션은 수비수이며, 그는 브라질 태생의 일본계 3세이며, 귀화 전의 이름은 마르쿠스 툴리우 류지 무르자니 타나카(포르투갈어: Marcus Tulio Lyuji Murzani Tanaka)이며 현재의 등록명은 툴리오(일본어: 闘莉王)이다.
브라질 상파울루주 파우메이라도에스치에서 일본인 아버지와 이탈리아계 브라질인 어머니 사이에서 태어났다. 그의 이름 '마르쿠스 툴리오'는 마르쿠스 툴리우스 키케로에서 유래했으며, '류지'라는 이름은 부친의 이름에서 유래한다.

## 클럽 경력
툴리오는 지바현의 시부야 마쿠하리 고등학교 졸업 이후 2001년 산프레체 히로시마에서 J리그에 데뷔하였고, 2002년 산프레체 히로시마가 J2리그로 강등당하자 J2리그의 미토 홀리호크로 임대되었다. 2003년 10월 일본에 귀화하였으며, 2004년 우라와 레드 다이아몬즈로 이적하여 J리그로 복귀하였다. 이후 2006년 J리그 우승에 공헌하였으며, 그 해 일본 올해의 축구 선수에 선정되었다. 2009년 자신이 원하지 않는 포지션을 부여받자, 12월 22일 나고야 그램퍼스로 이적하여 팀의 첫 우승에 공헌하였다.

## 국가대표팀 경력
툴리오는 2003년 10월 일본에 귀화하였으며, 2004년 하계 올림픽에 참가하였다. 2006년 8월 9일 트리니다드 토바고와의 경기로 국가대표팀에 데뷔하였고, 2006년 11월 15일 사우디아라비아와의 2007년 AFC 아시안컵 예선에서 첫 골을 기록하였다. 하지만 2007년 AFC 아시안컵에서는 부상으로 참가하지 못하였다.
그는 2010년 5월 30일 잉글랜드와의 친선경기에서 7분 골을 기록하였으나 67분 자책골을 기록하였고, 6월 4일 코트디부아르와의 친선경기에서 13분 다시 자책골을 기록한 뒤 16분 디디에 드로그바와 공중볼을 놓고 경합을 벌이는 도중 그에게 팔꿈치 골절상을 입혔다. 하지만 2010년 FIFA 월드컵에서는 주전으로 활약하였고, 팀의 16강을 이끌었다.그는 2010년까지 국제 A매치 통산 43경기에 출전, 8득점을 넣었다.

## 플레이 스타일
툴리오는 센터백 또는 스위퍼로 활약하나, 탁월한 속도와 기술을 가져 미드필더로도 활약하기도 한다. 또한 그는 패스 능력과 헤딩으로 골을 종종 기록하기도 하여, 소속팀과 일본 축구 국가대표팀에서 공격수로 기용되기도 한다.

## 통계
| 일본 | 일본 | 일본 |
| 연도 | 출전 | 득점 |
| ---- | ---- | ---- |
| 2006 | 5    | 1    |
| 2007 | 4    | 1    |
| 2008 | 10   | 2    |
| 2009 | 13   | 2    |
| 2010 | 11   | 2    |
| 통산 | 43   | 8    |

## 수상 내역

### 개인
- 2004년 J리그 베스트 11
- 2005년 J리그 베스트 11
- 2006년 J리그 베스트 11
- 2006년 J리그 올해의 선수상
- 2006년 일본 올해의 축구 선수
- 2007년 J리그 베스트 11
- 2008년 J리그 베스트 11
- 2009년 J리그 베스트 11

### 클럽
- 우라와 레드 다이아몬즈
  - J리그 우승 1회 : 2006년
  - 천황배 전일본 축구 선수권 대회 우승 2회 : 2005년, 2006년
  - 일본 슈퍼컵 1회 : 2006년
  - AFC 챔피언스리그 우승 1회 : 2007년
- 나고야 그램퍼스
  - J리그 우승 1회 : 2010년
  - 일본 슈퍼컵 1회 : 2010년